# 15 февруари
15 февруари е 46-ият ден в годината според григорианския календар. Остават 319 дни до края на годината (320 през високосна).

## Събития
- 360 г. – Осветена е първата църква на мястото на днешната „Света София“ от император Констанций II и по онова време е известна като Голямата църква в Константинопол.
- 538 г. – В англосаксонските хроники е описано първото слънчево затъмнение в Англия.
- 950 г. – Германският крал Ото I е избран и за крал на Италия.
- 1113 г. – Римският папа Паскалий II признава първият монашески орден, известен като Малтийския орден.
- 1637 г. – Фердинанд III става император на Свещената римска империя.
- 1804 г. – Ню Джърси става последният северен щат, забранил робството.
- 1835 г. – Приета е първата конституция на Сърбия.
- 1884 г. – Създаден е окръг Мороу в щата Орегон, САЩ.
- 1898 г. – Американският крайцер „Мейн“ е взривен на пристанището на Хавана, при което загиват 252 моряци. Това дава повод на САЩ да обяви война на Испания.
- 1902 г. – Открита е първата линия на метрото в Берлин.
- 1906 г. – Във Великобритания е създадена Лейбъристка партия.
- 1914 г. – Император Николай II издава указ за борба с алкохолизма в Русия.
- 1918 г. – Учреден е Медалът „Червен кръст“ с указ от цар Фердинанд I.
- 1919 г. – Излиза първият брой на вестник Борба – орган на Демократическата партия в Кюстендил.
- 1932 г. – Официално са закрити 3-те зимни олимпийски игри в Лейк Плейсид, САЩ.
- 1942 г. – Втората световна война: Сингапур е завладян от Япония.
- 1944 г. – Втората световна война: Соломоновите острови са освободени от японска окупация.
- 1945 г. – Създадено е издателство „Просвета“.
- 1946 г. – Започва да се издава вестник „Стършел“.
- 1948 г. – Провежда се първото официално състезание на НАСКАР.
- 1950 г. – Отваря врати първата езикова гимназия в България в град Ловеч.
- 1960 г. – Състои се премиерата на българския игрален драматичен филм „Отвъд хоризонта“.
- 1961 г. – Американският отбор по фигурно пързаляне, техни близки и треньори загиват при самолетна катастрофа в Брюксел, Белгия, на път за световното първенство в Прага.
- 1970 г. – Самолет на „Доминикана де Авиасион“ се разбива Карибско море след излитане от международното летище „Лас Америкас“, Санто Доминго и убива 102 души.
- 1971 г. – Великобритания въвежда десетичната система при паунда.
- 1976 г. – На референдум е приета новата конституция на Куба.
- 1976 г. – Официално са закрити 12-те зимни олимпийски игри в Инсбрук, Австрия.
- 1977 г. – Състои се първият полет на Космическата совалка Ентърпрайз.
- 1982 г. – Състои се премиерата на българския игрален драматичен филм „Лавина“.
- 1989 г. – Война в Афганистан (1979 – 1989): СССР официално съобщава, че всички негови войски са изтеглени от Афганистан.
- 1997 г. – Служебното правителство на Стефан Софиянски взема решение за въвеждане на валутен борд в България.
- 1997 г. – СДС от коалиция се преструктурира в политическа партия.
- 1999 г. – Писателят Антон Дончев печели наградата „Балканика '99“ за романа си „Странният рицар на свещената книга“.
- 2000 г. – Започват официални преговори за присъединяване на България към ЕС.
- 2003 г. – Състои се премиерата на българския игрален драматичен филм „Кълвачът“.
- 2013 г. – Метеорит се взривява над Челябинска област.

## Родени
- 1564 г. – Галилео Галилей, италиански астроном († 1642 г.)
- 1571 г. – Михаел Преториус, немски композитор († 1621 г.)
- 1710 г. – Луи XV, крал на Франция († 1774 г.)
- 1748 г. – Джереми Бентъм, английски философ († 1832 г.)
- 1782 г. – Уилям Милър, основател на адвентисткото движение († 1849 г.)
- 1791 г. – Франческо Айец, италиански художник († 1882 г.)
- 1797 г. – Пьотър Анжу, руски изследовател († 1869 г.)
- 1831 г. – Николай Ге, руски художник, передвижник († 1894 г.)
- 1835 г. – Димитриос Викелас, гръцки писател († 1908 г.)
- 1839 г. – Райко Жинзифов, български възрожденец († 1877 г.)
- 1840 г. – Титу Майореску, румънски политик († 1918 г.)
- 1845 г. – Илайхю Рут, американски политик, Нобелов лауреат през 1912 г. († 1937 г.)
- 1856 г. – Емил Крепелин, германски психиатър († 1926 г.)
- 1861 г. – Димитър Каданов, български военен деец († 1932 г.)
- 1861 г. – Халфорд Макиндер, британски геополитик († 1947 г.)
- 1861 г. – Шарл Едуар Гийом, швейцарски физик, Нобелов лауреат от 1920 г. († 1938 г.)
- 1866 г. – Константин Каварналиев, български офицер († 1913 г.)
- 1868 г. – Никола Благоев, български историк († 1944 г.)
- 1869 г. – Антон Попстоилов, български историк († 1928 г.)
- 1872 г. – Аргир Манасиев, български революционер († 1932 г.)
- 1873 г. – Ханс фон Ойлер-Келпин, шведски биохимик, Нобелов лауреат († 1964 г.)
- 1874 г. – Ърнест Шакълтън, ирландски пътешественик († 1922 г.)
- 1875 г. – Симеон Молеров, български революционер († 1923 г.)
- 1879 г. – Александър Димитраков, български революционер († 1912 г.)
- 1879 г. – Павел Делирадев, български революционер († 1957 г.)
- 1881 г. – Петър Тодоров, български политик († 1955 г.)
- 1882 г. – Джон Баримор, американски актьор († 1942 г.)
- 1886 г. – Паул Шилдер, австрийски психиатър († 1940 г.)
- 1891 г. – Георг фон Бисмарк, германски офицер († 1942 г.)
- 1895 г. – Вилхелм Бургдорф, германски офицер († 1945 г.)
- 1898 г. – Дико Илиев, български композитор († 1984 г.)
- 1898 г. – Тото, италиански комик († 1967 г.)
- 1901 г. – Жорж Фав, швейцарски психоаналитик († 1981 г.)
- 1903 г. – Вилхелм Сьот, германски офицер († 1978 г.)
- 1906 г. – Богомир Лазов, български художник († 1969 г.)
- 1907 г. – Вълчо Химирски, български партизанин († 1984 г.)
- 1909 г. – Ангел Бълев, български комунист († 1967 г.)
- 1910 г. – Ирена Сендлерова, полска активистка от Съпротивата († 2008 г.)
- 1914 г. – Здравко Георгиев, български офицер († 1986 г.)
- 1918 г. – Алън Арбъс, американски актьор († 2013 г.)
- 1922 г. – Божин Ласков, български футболист († 2007 г.)
- 1922 г. – Златка Асенова, български скулптор
- 1928 г. – Ено Рауд, естонски писател († 1996 г.)
- 1928 г. – Луис Посада Карилес, кубински политически деец († 2018 г.)
- 1929 г. – Греъм Хил, британски състезател във Ф1 († 1975 г.)
- 1934 г. – Никлаус Вирт, швейцарски учен († 2024 г.)
- 1937 г. – Коен Мулийн, холандски футболист († 2011 г.)
- 1944 г. – Александър Серебров, съветски космонавт († 2013 г.)
- 1944 г. – Джохар Дудаев, чеченски лидер († 1996 г.)
- 1947 г. – Джон Адамс, американски композитор
- 1951 г. – Марку Ален, финландски автомобилен състезател
- 1952 г. – Томислав Николич, сръбски политик
- 1952 г. – Николай Сорокин, съветски руски театрален и киноактьор, театрален режисьор († 2013 г.)
- 1954 г. – Мат Грьонинг, американски аниматор
- 1962 г. – Иван Стоилкович, македонски политик
- 1964 г. – Крис Фарли, американски актьор († 1997 г.)
- 1969 г. – Роберто Баладо, кубински боксьор († 1994 г.)
- 1971 г. – Виргиния Здравкова, българска дизайнерка
- 1971 г. – Рей Сефо, новозеландски кикбоксьор
- 1971 г. – Рене О'Конър, американска актриса
- 1972 г. – Ива Пранджева, българска лекоатлетка
- 1972 г. – Наталия Гусева, съветска киноактриса
- 1972 г. – Яромир Ягър, чешки хокеист
- 1974 г. – Александър Вурц, австрийски автомобилен състезател
- 1974 г. – Джина Лин, пуерториканска порно актриса
- 1974 г. – Томи Путансу, финландски певец
- 1981 г. – Емил Гъргоров, български футболист
- 1981 г. – Еурелио Гомеш, бразилски футболист
- 1981 г. – Оливия, американска певица
- 1984 г. – Дорота Рабчевска, полска певица
- 1986 г. – Валери Божинов, български футболист

## Починали
- 1043 г. – Гизела Швабска, германска кралица (* ок. 989 г.)
- 1145 г. – Луций II, римски папа (* неизв.)
- 1621 г. – Михаел Преториус, немски композитор (* 1571 г.)
- 1637 г. – Фердинанд II, австрийски монарх (* 1578 г.)
- 1741 г. – Георг Рафаел Донер, австрийски скулптор (* 1693 г.)
- 1781 г. – Готхолд Ефраим Лесинг, немски писател (* 1729 г.)
- 1846 г. – Ото Коцебу, руски мореплавател (* 1788 г.)
- 1857 г. – Михаил Глинка, руски композитор (* 1804 г.)
- 1877 г. – Райко Жинзифов, български възрожденец (* 1839 г.)
- 1885 г. – Григорий Хелмерсен, руски геолог (* 1803 г.)
- 1889 г. – Ернст фон Дехен, немски геолог (* 1800 г.)
- 1907 г. – Симеон Денков, български революционер (* 1886 г.)
- 1908 г. – Жеко Велчев, български офицер (* 1858 г.)
- 1908 г. – Марко Бошнаков, български революционер (* 1878 г.)
- 1918 г. – Кристиан Вагнер, немски писател (* 1835 г.)
- 1919 г. – Иван Алев, български лекар (* 1851 г.)
- 1920 г. – Фратьо Фратев, български актьор (* 1876 г.)
- 1921 г. – Николай Ланге, руски психолог (* 1854 г.)
- 1923 г. – Константин Йованович, австрийски архитект (* 1849 г.)
- 1928 г. – Курт фон Морген, немски офицер (* 1858 г.)
- 1928 г. – Милан Генов, български фармацевт (* 1877 г.)
- 1928 г. – Хърбърт Хенри Аскуит, британски политик (* 1852 г.)
- 1937 г. – Винченцо Ланча, италиански състезател (* 1881 г.)
- 1941 г. – Павел Блонски, съветски психолог (* 1886 г.)
- 1942 г. – Георги Радев, български революционер (* 1857 г.)
- 1944 г. – Костадин Старев, български партизанин (* 1919 г.)
- 1944 г. – Фридрих Кюн, германски офицер (* 1889 г.)
- 1947 г. – Иван Стоянович, български революционер (* 1862 г.)
- 1958 г. – Княгиня Надежда, българска княгиня (* 1899 г.)
- 1959 г. – Оуен Ричардсън, английски физик, Нобелов лауреат през от 1928 г. (* 1879 г.)
- 1965 г. – Иван Каиков, български революционер (* 1874 г.)
- 1965 г. – Нат Кинг Кол, американски музикант (* 1919 г.)
- 1967 г. – Симеон Радев, български публицист (* 1879 г.)
- 1968 г. – Литъл Уолтър, американски музикант (* 1930 г.)
- 1976 г. – Елена Хранова, българска актриса (* 1887 г.)
- 1981 г. – Жорж Фав, швейцарски психоаналитик (* 1901 г.)
- 1984 г. – Харалампие Поленакович, литературовед от СР Македония (* 1909 г.)
- 1988 г. – Ричард Файнман, американски физик, Нобелов лауреат през 1965 г. (* 1918 г.)
- 1992 г. – Тодор Божинов, български политик (* 1931 г.)
- 1992 г. – Уилям Шуман, американски композитор (* 1910 г.)
- 1999 г. – Хенри Кендъл, американски физик, Нобелов лауреат (* 1926 г.)
- 2008 г. – Петер Нойбауер, австрийски психоаналитик (* 1913 г.)
- 2009 г. – Елизабет Герьо, немски психоаналитик (* 1903 г.)
- 2013 г. – Тодор Колев, български актьор (* 1939 г.)
- 2014 г. – Еньо Вълчев, български борец (* 1936 г.)
- 2020 г. – Ирина Чмихова, българска поп певица и музикална педагожка (* 1930 г.)
- 2023 г. 
  - Пол Бърг, американски биохимик, носител на Нобелова награда за химия (* 1926 г.)
  - Ракел Уелч, американска актриса, носителка на Златен глобус (* 1940 г.)
  - Стефан Дамянов, български стопански деец и общественик, кмет на община Казанлък в периода 2003 – 2011 г. (* 1938 г.)[1]

## Празници
- Нова Зеландия – Национален ден на Агнето (чества се от 2007 г.)[2]
- Сърбия – Избухване на Първото сръбско въстание за независимост от Османската империя (1804 г., национален празник)